# Карча
Карча, Руда — річка в Україні, в Обухівському районі Київської області. Ліва притока Леглича (басейн Дніпра).

## Опис
Довжина річки близько 15,2 км.

## Розташування
Бере початок на південно-західній околиці Стрітівки. Спочатку тече на північний схід через село і повертає на південний схід. Далі тече через Панікарчу і впадає у річку Леглич, праву притоку Дніпра.